# Mormia malickyi
Mormia malickyi és una espècie d'insecte dípter pertanyent a la família dels psicòdids que es troba a Euràsia (com ara, Grècia i Anatòlia).